# سیارک ۱۲۴۸۱
سیارک ۱۲۴۸۱ (به انگلیسی: 12481 Streuvels، نامگذاری:1997EW47) دوازده هزار و چهارصد و هشتاد و یکمین سیارک کشف شده‌است که در ۱۲ مارس ۱۹۹۷ کشف شد.
قدر مطلق سیارک برابر ۲۸.۲ است.